# Opegrapha erosa
Opegrapha erosa är en lavart som beskrevs av Egea & Ertz. Opegrapha erosa ingår i släktet Opegrapha och familjen Roccellaceae.   Inga underarter finns listade i Catalogue of Life.